# Salmeroncillos
Salmeroncillos település Spanyolországban, Cuenca tartományban. Salmeroncillos Alcocer, Villar del Infantado, Valdeolivas, Salmerón, Escamilla és Millana községekkel határos. Lakosainak száma 102 fő (2024).

## Népesség
A település népessége az utóbbi években az alábbiak szerint változott:
| Lakosok száma | 184  | 176  | 174  | 168  | 158  | 130  | 117  | 102  | 100  | 102  |
|               | 2001 | 2004 | 2006 | 2009 | 2011 | 2014 | 2016 | 2019 | 2021 | 2024 |